# Карлсон, Такер
Та́кер Суо́нсон Макни́р Ка́рлсон (англ. Tucker Swanson McNear Carlson; род. 16 мая 1969, Сан-Франциско, Калифорния) — американский консервативный политический обозреватель, журналист. Вёл политическое ток-шоу на Fox News под названием «Вечер с Такером Карлсоном» с 14 ноября 2016 года по 21 апреля 2023 года. Считается одним из самых влиятельных сторонников 45-го и 47-го президента США Дональда Трампа. Основатель и владелец собственного независимого потокового сервиса «Tucker Carlson Network» с 12 декабря 2023 года.
Начав свою карьеру в СМИ в 1990-х годах, Карлсон сотрудничал с журналом The Weekly Standard и другими изданиями. С 2000 по 2005 год работал комментатором CNN, с 2001 по 2005 год был одним из ведущих программы дебатов новостей Crossfire в прайм-тайм. С 2005 по 2008 год он вёл вечернюю программу «Такер» на канале MSNBC. В 2009 году Карлсон присоединился к Fox News в качестве политического аналитика, прежде чем запустить собственное шоу. В 2010 году стал создателем новостного сайта The Daily Caller и был его шеф-редактором до 2020 года.
Комментарии Карлсона ассоциировались с политикой недовольства белых и часто привносили крайне правые идеи в основной дискурс. В своих шоу он часто продвигал теории заговора и фейковые новости по различным темам, включая великое замещение, пандемию COVID-19, атаку на Капитолий США 6 января 2021 года и украинское биологическое оружие. Высказывания Карлсона о расе, иммиграции и женщинах подвергались критике, причём некоторые из них были названы расистскими и сексистскими. Его шоу «Такер Карлсон сегодня вечером» было одной из самых популярных кабельных новостных программ в США. В апреле 2023 года контракт Карлсона с Fox News был расторгнут телеканалом вскоре после того, как последний заключил мировое соглашение в суде с производителем избирательных машин Dominion о распространении ложной информации о фальсификациях с помощью этих машин. Фейки распространялись в том числе в шоу Карлсона.
Карлсон часто критикует иммиграцию и склоняется к поддержке протекционизма. Он отказался от своей первоначальной поддержки войны в Ираке в 2004 году и с тех пор скептически относится к иностранному вмешательству США. Он известен тем, что повлиял на некоторые решения Дональда Трампа на посту президента (например, поддержал увольения Джона Болтона) и часто встал в защиту президента России Владимира Путина. В 2024 году Карлсон взял интервью у Путина — оно стало первым, которое российский президент дал западному журналисту с начала вторжения России на Украину в 2022 году.

## Биография
Такер Карлсон родился 16 мая 1969 года в Сан-Франциско, штат Калифорния. Является старшим сыном Ричарда Карлсона (1941—2025), бывшего «гонзо-журналиста», директора радиокомпании «Голос Америки», президента Корпорации общественного вещания, посла США на Сейшельских островах и Лизы Макнир (урождённой Ломбарди) (1945—2011).
Прапрадед Карлсона по материнской линии Сезар Ломбарди иммигрировал в Нью-Йорк из Швейцарии в 1860 году. Такер является дальним родственником массачусетских политиков Эбенезера Хоара и Джорджа Брукса, а также прапраправнуком калифорнийского владельца ранчо Генри Миллера. Получил имя в честь своих прапрапрадедов Дж. Такера и Джорджа Макнира. Имеет английское, немецкое и швейцарско-итальянское происхождение.
В 1976 году родители Карлсона развелись после девяти лет совместной жизни. Отцу Такера была предоставлена опека над ним и его братом. Мать ушла из семьи, желая вести «богемный» образ жизни.
Когда Карлсон учился в первом классе, отец перевёз братьев в район Ла-Холья города Сан-Диего, штат Калифорния. Такер посещал загородную дневную школу Ла-Хольи. В то же время его отец владел недвижимостью в Неваде, Вермонте и на островах штатов Мэн и Новая Шотландия. В 1984 году Карлсон-старший был кандидатом на выборах мэра Сан-Диего.
В 1979 году отец Карлсона женился на Патриции Кэролайн Суонсон, наследнице «Swanson Enterprises», дочери Гилберта Карла Суонсона и племяннице сенатора Джеймса Уильяма Фулбрайта.
Некоторое время Такер проходил обучение в швейцарской школе-интернате «Колледж-дю-Леман». Получил среднее образование в школе Святого Георгия, расположенной в Мидлтауне, штат Род-Айленд. Здесь же он начал встречаться со своей будущей женой Сьюзен Эндрюс, дочерью директора. Вскоре поступил в Тринити-колледж в Хартфорде, штат Коннектикут, который окончил в 1992 году со степенью бакалавра истории. Позднее попытался трудоустроиться в Центральное разведывательное управление, однако его заявление было отклонено, после чего Карлсон решил продолжить карьеру в журналистике.
Женат на Сьюзен Эндрюс, у супругов есть четверо детей: три дочери и сын. Является прихожанином Епископальной церкви.

## Карьера
В 1992 году устроился в журнал Policy review, где занимался проверкой фактов. После работал в издании Arkanzass Democrat-Gazette.
В 1995 году Такер устроился в журнал The Weekly Standard.
В 1999 году взял интервью у губернатора Техаса Джорджа Буша-младшего, в котором попросил политика изобразить приговорённую к смертной казни Карлу Фэй Такер, которая умоляет её пощадить. Впоследствии этот фрагмент интервью сделал антирекламу Джорджу Бушу-младшему во время его президентской кампании.
В дальнейшем журналист работал обозревателем в журналах New York и Reader`s Digest и писал для Esquire, The New Republic, The New York Times Magazine, The Wall Street Journal и других.
В 2000 году стал соведущим передачи The Spin Room на новостном канале CNN, а в 2001 передачи Crossfire, которая выходила до 2005 года.
С июня 2004 по июнь 2005 года журналист вёл передачу на PBS.
В тот же месяц вышло вечернее шоу журналиста на телеканале MSNBC, которое выходило до 2008 года.
В мае 2009 года Такер устроился работать корреспондентом Fox News.
В январе 2011 года вместе с Нилом Пателем запустил сайт политических новостей The Daily Caller.
В 2013 году стал соведущим в шоу Fox & Friends Weekend.
В ноябре 2016 года стал вести собственное вечернее шоу Tucker Carlson Tonight на телеканале Fox News. Однако, в конце того же года рекламодатели стали блокировать передачу из-за высказывания Такера о том, что мигранты делают Америку «более бедной, грязной и более разделённой».
24 апреля 2023 года покинул телеканал Fox News через несколько дней после того, как Fox News согласился выплатить более 767 млн долларов компании Dominion Voting Systems по делу о клевете на президентских выборах 2020 года, на которых победу одержал Байден: 19 апреля Fox News заключил с канадской компанией Dominion Voting Systems, которая производит и продаёт аппаратное и программное обеспечение для голосования, мировое соглашение. В ноябре 2020 года Fox News, традиционно поддерживавший республиканцев и занимавшего тогда пост президента Дональда Трампа, на протяжении нескольких недель после выборов ставил под сомнение результаты голосования, высказывая разные версии, в том числе о том, что машины для голосования производства Dominion Voting Systems могли использоваться для искажения результатов волеизъявления американцев; Dominion сочла эти утверждения клеветой и обратилась в суд. Сумма компенсации составляет около четверти годового дохода Fox News до вычета налогов. Это крупнейшее в истории США взыскание со СМИ за клевету.
В июне 2023 года дебютировал в Твиттере с 10-минутным видеороликом с записанным из дома и зачитанным по телесуфлёру монологом, в котором возложил ответственность за разрушение Каховской ГЭС на Украину, критиковал украинского президента Владимира Зеленского, ссылался на теории заговора об 11 сентября и Джеффри Эпштейне и размышлял о существовании внеземной жизни. Ранее он обвинил США в причастности к подрыву газопроводов «Северный поток».

### Tucker Carlson Network
11 декабря 2023 года через несколько месяцев после увольнения из Fox News, Такер Карлсон вместе с Нилом Пателем приняли решение об создании независимого новостного потокового сервиса с названием «Tucker Carlson Network», который должен распространять антипропагандическо-демократические новости. Как было заявлено на самом сервисе, их открытие спровоцировала американская пропаганда и репрессионные действия со стороны США в сторону журналистов.
За всё время существования TCH, сервис предоставляет пользователям короткометражные документальные фильмы; полномасштабные интервью; подкасты; новостные сводки и т. д.

### Интервью с Владимиром Путиным
В феврале 2024 года на фоне своего приезда в Россию Такер Карлсон сообщил о записи интервью с российским президентом Владимиром Путиным — первого для иностранных СМИ со времён начала вторжения на Украину. Попутно обвинил западные СМИ в нежелании брать интервью у этого политика, что было опровергнуто как рядом иностранных СМИ и журналистов, так и пресс-секретарём президента Дмитрием Песковым. Российские интернет- и телевизионные провластные СМИ активно нагнетали атмосферу вокруг будущего интервью, освещая передвижения Карлсона по Москве как приезжей знаменитости. В ночь на 9 февраля опубликовал на своём сайте и в соцсети Х двухчасовое интервью, в ходе разговора Путин изложил собственную версию истории России и Украины, а на прочие темы давал ответы, которые озвучивал ранее.
Американский журналист выложил интервью 9 февраля в 2 часа ночи в соцсети X. Спустя пять часов русскоязычная версия интервью появилась на сайте администрации президента. Путин ответил примерно на 60 вопросов, основной темой беседы стал украинский конфликт.
За первые 13 часов после публикации интервью набрало более 100 млн просмотров в социальной сети X.

### Интервью с Павлом Дуровым

#### Первое интервью
16 апреля 2024 года стало известно, что Такер Карлсон взял интервью у основателя ВКонтакте и Telegram Павла Дурова. Об этом заявил сам Дуров в своих социальных сетях. По словам Дурова, Карлсон взял интервью ещё в феврале этого же года, которое продлилось 3 часа.
Интервью в видеоформате вышло 17 апреля 2024 года в официальных источниках Такера Карлсона и его Tucker Carlson Network. В нём была затронута тема о Евромайдане, блокировки Роскомнадзором социальной сети Telegram на фоне отказа от сотрудничества Дурова с государственной властью России, уголовных преследованиях там же, эмиграция из России и т. д. Также критиковал правительство США о пристальном внимании к его деятельности ФБР и АНБ и говорил о том, что его сотрудника (инженера) хотели переманить за его спиной. Общая длительность интервью составила более 50 минут.
Незамедлительная реакция от Кремля не заставила себя долго ждать, и уже через несколько часов после официального выхода интервью пресс-секретарь президента России Дмитрий Песков заявил, что «в Кремле посмотрят интервью Павла Дурова в конце рабочего дня». Позже Песков добавил, что Кремль будет надеяться на то, что Telegram не будет использоваться площадкой для организации террористических актов. «Как же мне было жалко, что его арестовали», — сказал Такер по поводу ареста Дурова во Франции.

#### Второе интервью
9 июня 2025 года Такер Карлсон на своём YouTube-канале и потоковом сервисе Tucker Carlson Network опубликовал часовое и, по совместительству, второе интервью с Павлом Дуровым.
В нём подробно обсуждалось об уголовном деле и задержании предпринимателя во Франции (в том числе и об условиях содержания в одиночной камере; сути и причин задержания), инициативе Евросоюза по запрету сквозного шифрования и принципах Telegram. Точная длительность интервью составляет 1 час 10 минут.
После выхода интервью в свет, французские СМИ полностью его проигнорировали, о чём завил сам Дуров, назвав происходящее вокруг него «предвзятостью».

### Невпущенное интервью с Владимиром Зеленским.
3 июля 2024 года стало известно, что Такер Карлсон планирует взять интервью у президента Украины Владимира Зеленского. Об этом заявил сам журналист в своём аккаунте в X (бывший Twitter) в виде его анонса. Карлсон добавил, что он пытался взять у Зеленского интервью ещё в 2022 году в разгар полномасштабного вторжения России на Украину 24 февраля 2022 года. О дате выхода интервью в свет пока ничего не известно, но американский журналист дал понять, что он сам надеется на это в наиболее быстрые сроки.
Через несколько часов после заявление Такера Карлсона об предстоящем интервью с Владимиром Зеленским, пресс-секретарь президента Украины Сергей Никифоров в Facebook заявил, что Офис Президента Украины не планирует в ближайшем времени подготавливаться к интервью с украинским президентом.
Когда Такер прибыл в Москву, он заявил о недопуске давать интервью с Зеленским, из-за посольства США в Украине.

### Интервью с Масудом Пзешкианом
5 июля 2025 года Такер Карлсон заявил, что смог взять интервью у президента Ирана Масуда Пезешкиана, о чëм он объявил в своём аккаунте в социальной сети X (бывший Twitter), отметив, что запись будет опубликована в ближайшие дни. Он также подчеркнул, что это интервью было важным, учитывая эскалированный и законченный в 2025 году новый военный конфликт между Ираном и Израилем.
Журналист заявил, что не ставил целью получить «абсолютную правду», но хотел дать аудитории возможность услышать позицию иранского лидера. Среди тем обсуждались отношения Ирана с США и Израилем, а также возможные последствия военных действий 2025 года. Карлсон сознательно избегал вопросов, на которые, по его мнению, Пезешкиан не дал бы честных ответов, например, о состоянии ядерной программы Ирана после авиаударов США.
Интервью официально вышло в свет 6 июля 2025 года. В нём поднималась тема о ирано-израильской войне 2025 года, попытках покушения на жизнь Масуда Пезешкиана, дипломатических перспективах с США и возможное сотрудничество МАГАТЭ с Израилем.
Интервью Такера Карлсона с Масудом Пезешкианом вызвало широкий резонанс как в США, так и в Иране, а также в международных СМИ:
- Иран: Заявления Пезешкиана о готовности к переговорам с США после атак на ядерные объекты подверглись резкой критике со стороны иранских консерваторов. Газета Kayhan[англ.] назвала его позицию «наивной», напомнив, что США и Израиль ранее использовали переговоры как прикрытие для подготовки атак[77]. Издание Javan упрекнуло президента в излишней мягкости, отмечая, что его слова должны были отражать «народный гнев»[77].
- США: В США интервью вызвало полярные оценки: одни сочли его важным для понимания иранской позиции, другие — пропагандой режима, который Вашингтон считает враждебным. Дональд Трамп, ранее назвавший Карлсона «чокнутым» за его опасения по поводу войны с Ираном, не прокомментировал интервью напрямую[78][79].
- Россия: В России представитель МИД отметил, что интервью может способствовать снижению напряженности, но предупредил, что удары США по Ирану «открыли ящик Пандоры»[79].

## Политические взгляды
Является ярым противником прогрессивизма и критиком иммиграции и демократов, некоторые описывают его как националиста. Бывший экономический либертарианец, но теперь поддерживает протекционизм.
Карлсон выступает против контроля над огнестрельным оружием и против абортов (аборт — единственный политический вопрос, который, как он считает, не подлежит обсуждению).
По мнению Карлсона, вопрос о том, насколько человеческая деятельность способствует изменению климата, остаётся до конца непознанным. Это противоречит научному консенсусу по изменению климата.
Карлсон заявил, что не считает Россию серьёзной угрозой для США и призвал сотрудничать с ней против общего врага в гражданской войне в Сирии, такого как ИГИЛ. Такер Карлсон является противником обвинений России о её вмешательстве в президентские выборы США 2016 года. После начала российского вторжения на Украину, Карлсон в одном из своих шоу заявил: «Владимир Путин начал эту войну… Он виноват в том, что мы видим сегодня в Украине».
В июле 2024 года Карлсон рассказал изданию The Wall Street Journal о своей беседе с российским президентом после интервью, а также назвал Россию «авторитарной страной, способной на большую жестокость».
Карлсон обсуждал такие темы, как «Великое замещение» и захват Капитолия США в 2021 году.
Карлсон является приверженцем некоторых теорий заговоров: теории заговора об украинских биолабораториях, конспирологических теорий о пандемии COVID-19, теории великого замещения, также он заявлял, что правительство США тайно хранит космический корабль инопланетян.